# Уорд, Уильям (яхтсмен)
Уильям Дадли Уорд (англ. William Dudley Ward; 14 октября 1877[…], Лондон — 11 ноября 1946, Калгари, Альберта) — британский политик и яхтсмен, бронзовый призёр летних Олимпийских игр 1908 года.
На Играх 1908 года в Лондоне Уорд соревновался в классе 8 м. Его команда дважды приходила к финишу второй и один раз третьей, заняв в итоге третье место.
Уорд также был политиком и состоял в палате общин и занимал несколько прочих государственных должностей.